# 함열군
| Daedongyeojido (Gyujanggak) 16-05.jpg | Daedongyeojido (Gyujanggak) 16-04.jpg |
| Daedongyeojido (Gyujanggak) 17-05.jpg | Daedongyeojido (Gyujanggak) 17-04.jpg |

함열군(咸悅郡)은 전북특별자치도 익산시 함라면을 중심으로 익산서북 1읍 5개면에 있었던 옛 행정구역이다. 함열에서 고려시대에 용안군(龍安郡)이 갈라져 나왔는데 여기서 같이 다룬다. 오늘날의 용안군을 포함한 익산시 북부 지역 전부의 전신이다.

## 유래
본래 감물아현(甘物阿縣)이라 하였는데 근방의 곰개[熊浦]라는 지명과 관계가 있다고 한다. "함열"은 이를 달리 적은 것 뿐이다.
함열읍 옆의 함라면(咸羅面)은 면소재지인 함열리가 함열군의 본래 중심지였으므로 함열의 별호인 함라를 그대로 따와서 작명되었다.
웅포면(熊浦面)은 감물아의 원의(原意)인 곰개의 한자식 표기이다.
황등면(黃登面)은 1914년 면이 개청되면서 면의 중심마을 이름에서 유래했다.
성당면(聖堂面)은 금강가의 성당창(聖堂倉)에서 유래했는데 처음은 번성한 포구 라는 뜻으로 성(盛)으로 썼다가 어느순간 성(聖)으로 바뀌었다.
용안면(龍安面)과 용동면(龍東面)은 본래 용안군이 있던 곳이다. 용안군은 함열에 속한 향소부곡이었는데 이곳 출신인 백안부개(伯顔夫介)가 원나라에 있으면서 본국에 공이 있다하여 용안현으로 승격되어 함열에서 분리독립했다.

## 역사
- 삼한시대에 감해국(感奚國)이 있었다. 서기 9년에 마한의 패망으로 백제의 지배하에 들어갔다.
- 백제가 신라에 멸망하자 당나라가 부당하게 백제 고토를 가로채 웅진 도독부를 설치했다. 옛 감물아현은 노산현(魯山縣)으로 개명해 노산주(魯山州)의 주도로 구획되었지만 유명무실한 기관이었다.
- 삼국통일후 완산주 임피군 관할의 함열현이 되었다.

- 고려시대인 1018년 고려 현종9년에 전주의 속현이 되었다.
- 1176년 고려 명종 6년에 감무가 살치되어 독립했다.
- 1321년 충숙왕 8년에 함열현 산하의 도내산은소(道乃山銀所)가 용안현으로 독립했다.
- 1391년 용안현이 전주의 속현인 풍저현(豊儲·豊堤)을 합병하였다.
- 1409년 태종 9년 용안현과 함열현이 일시 재합병되어 안열현(安悅縣)이라 하였다가 태종 16년에 재분할하였다.

- 1895년 23부(府)제로 행정구역이 재편되면서 군으로 승격되어 전주부의 함열군과 용안군이 되었다. 이듬해 전라북도에 소속되었다.
- 1914년 일제에 의한 행정폐합으로 함열군과 용안군 전역이 익산군에 통폐합되었다. 구 함열군은 5개면으로, 용안군은 용안면으로 제편되었다.

| 조선총독부령 제111호 |             |                                                |
| 구 행정구역 | 신 행정구역 | 신 행정구역                                    |
| 군내면(郡內面) 간성리/동길리/박상동/금곡리/(동일면)상와리 일부/동촌리 일부, 신대리/진등리 일부, 갈마동/행동/천남리/천북리/수동/안정리/교동 | 함라면      | 금성리, 신대리, 함열리                         |
| 남이면(南二面) 연화리/고월리/회룡리/망월리/다은리/(남일면)화암리 일부/(임피군 동일면)마포리 일부, 신촌/진산리/장등리/장점리 일부/(서일면)입남리 일부/소룡리 일부, 진목리/신성리 일부/장점리 일부/(서일면)소룡리 일부/(임피군 동이면)소룡리 일부/마포리 일부/하검리 일부/상검리 일부/구산리 일부 | 함라면      | 다망리, 신등리, 신목리                         |
| 남일면(南一面) 무동/구자리/봉곡리/신성리 일부/(군내면)진등리 일부, 하동리/상동리 일부/방하리 일부/황방리 일부/(남이면)부평리 일부/(임피군 동일면)방교리 일부, 율동/신평리/(익산군 율촌면)신율리/중리 일부, 신화리/대성리/신성리 일부, 도촌/마전리/창평리/죽촌 일부/화농리 일부, 신정리/신등리/황등리/죽촌 일부/황방리 일부/(익산군 북일면)보삼리/황등리/신기리 일부/백길리 일부/(익산군 율촌면)차상리/차하리/(임피군 동일면)방교리 일부 | 황등면      | 구자리, 동련리, 율촌리, 신성리, 죽촌리, 황등리 |
| 동이면(東二面) 황교리/대산리/소산리/대동/송곡리, 방교리/와야리/상마리 일부/(익산군 사제면)만대리 일부, 병암리/소지리/대지리 | 황등면      | 용산리                                         |
| 동이면(東二面) 황교리/대산리/소산리/대동/송곡리, 방교리/와야리/상마리 일부/(익산군 사제면)만대리 일부, 병암리/소지리/대지리 | 함열면      | 다송리, 용지리                                 |
| 동삼면(東三面) 금반리/매교리/석치리/점촌/용왕동/두라리 일부/학선동 일부, 상흘리/하흘리/학선동 일부/가산리 일부/(여산군 서삼면)한기리 일부/중리 일부 | 함열면      | 석매리, 흘산리                                 |
| 동사면(東四面) 조왕리/신흥리/동신리 일부/(동삼면)상정리/가산리 일부/중정리 일부/(용안군 남면)안대동 일부, 정동/말방리/와리/동지리/삼양리/(동삼면)두라리 일부/(용안군 남면)안대동 일부 | 함열면      | 남당리, 와리                                   |
| 서이면(西二面) 고창리/소마리/대마리/진소리 일부, 송천리/진소리 일부, 창대리/중웅리/서웅리/신대리/상웅리 일부/(서일면)오류동/반포리/송천리 일부, 입동리/입북리/서방동/상웅리 일부/소룡리 일부 | 웅포면      | 고창리, 송천리, 웅포리, 입점리                 |
| 북일면(北二面) 상제리/대붕암리/하제리 일부, 동산동/서유동/소맹동/대맹동, 성동/하제리 일부 | 웅포면      | 대붕암리, 맹산리, 제성리                       |
| 북이면(北二面) 내두리/외두리/내란리/택촌/부곡리 일부/교항리 일부, 안평리/부곡리 일부/(동일면)수산리/(용안군 군내면)연동 일부, 월명리/교항리 일부/성당리 일부/(용안군 북면)난포리 일부 | 성당면      | 두동리, 부곡리, 성당리                         |
| 동일면(東一面) 내장리/외갈리/내갈리/수산리 일부, 대기리/종촌리 일부/회선리 일부, 장교리/신동/하와리/중와리 일부/상와리 일부/회선리 일부, 신기리/장선리/삼산리/외장리/중와리 일부 | 성당면      | 갈산리, 대선리, 와초리, 장선리                 |
- 1970년 용안면을 분할해 용동출장소를 설치했다.[1]
- 1979년 5월 함열면이 읍으로 승격되었다.[2]
- 동년 10월 이리시에 있던 익산군청이 함열읍으로 이전.[3]
- 1986년 용동출장소가 용동면으로 승격.[4]
- 1995년 익산군과 이리시가 통폐합되어 도농복합의 익산시가 출범[5] 됨과 동시에 함열출장소가 설치.[6]
- 1998년 함열출장소가 폐지되었다.[7]